# Wahl zum Schwedischen Reichstag 1956

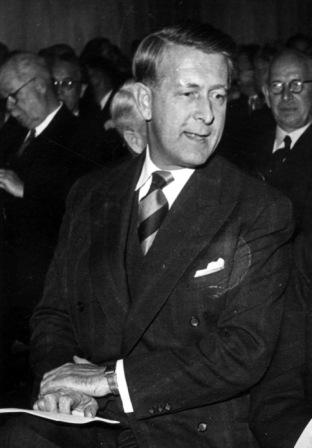
Bild von Bertil Ohlin, Vorsitzender der FP.

Die Wahl zur Zweiten Kammer des Schwedischen Reichstags 1956 fand am 16. September statt.

## Wahlergebnis
- SKP: 6
- S: 106
- B: 19
- FP: 58
- H: 42

| Partei                            | Partei                                      | Parteivorsitzender                | Stimmen            | Stimmen | Stimmen | Mandatsverteilung | Mandatsverteilung |
| Partei                            | Partei                                      | Parteivorsitzender                | Absolut            | %       | +− %    | Absolut           | +−                |
| --------------------------------- | ------------------------------------------- | --------------------------------- | ------------------ | ------- | ------- | ----------------- | ----------------- |
|                                   | Socialdemokraterna (Sozialdemokraten)       | Tage Erlander                     | 1.729.501          | 44,58   | −1,47   | 106               | −4                |
|                                   | Folkpartiet (Volkspartei / rechtsliberal)   | Bertil Ohlin                      | 923.551            | 23,81   | −0,63   | 58                | +0                |
|                                   | Högerpartiet ((Rechts-)Konservative)        | Jarl Hjalmarson                   | 663.742            | 17,11   | +2,74   | 42                | +11               |
|                                   | Bondeförbundet (Bauernpartei / agrarisch)   | Gunnar Hedlund                    | 366.567            | 9,45    | −1,29   | 19                | −7                |
|                                   | Sveriges kommunistika parti (kommunistisch) | Hilding Hagberg                   | 194.017            | 5,00    | +0,66   | 6                 | +1                |
|                                   | andere Parteien                             | —                                 | 1.887              | 0,05    | −0,01   | —                 | —                 |
| gültige Stimmen / Sitze insgesamt | gültige Stimmen / Sitze insgesamt           | gültige Stimmen / Sitze insgesamt | 3.879.265          | 100,00  |         | 231               | +1                |
| ungültige Stimmen                 | ungültige Stimmen                           | ungültige Stimmen                 | 22.784             |         |         |                   |                   |
| Stimmen insgesamt                 | Stimmen insgesamt                           | Stimmen insgesamt                 | 3.902.114 (79,8 %) |         |         |                   |                   |